# 10歳の保健体育
『10歳の保健体育』（じゅっさいのほけんたいいく）は、竹井10日による日本のライトノベル。イラストはアニメーターの高見明男が担当している。一迅社文庫（一迅社）より、2010年6月から2015年4月まで刊行された。「みんなで選ぶベストラノベ2011」ではコメディ部門で7位を獲得している。
タイトルの由来は一迅社発行のハウツー本である『30歳の保健体育』であり、竹井が所属するアダルトゲームブランドMarron制作『ひまわりのチャペルできみと』のビジュアルファンブックと同作の担当編集者が同じであった縁から了承を貰い執筆に漕ぎ着けた。表紙はショウワノート株式会社のジャポニカ学習帳をモチーフにしたデザインを取り入れている。

## あらすじ
ある日、一人暮らしの姫武静姫を訪ねてきた10歳の少女・似鳥はみるは、突然「今日からここの子供になります」と宣言する。衝撃を受けた静姫や幼馴染の翠蓮、従姉の綾音を巻き込んだ生活が始まる。

## 登場人物
声優はドラマCDのキャスト。
姫武 静姫（ひめたけ しずき）
声 - 佐藤利奈
本作の主人公。一つ坂学園に通う男子高校生で、破天荒な行動で周囲を唖然とさせる性格破綻者。入学1週間目での停学処分は学校記録である。黙っていればサラサラストレートロングヘアーの美人顔で女性の格好をしても全く気付かれない程の美少年で、写真での性別誤認率は120%をはるかに超える（本人談）。
10歳の時に交通事故で母と双子の姉を亡くしている。
2巻の最後に父親の再婚話が持ち上がり、相手の女性の「静姫と一緒に暮らしたい」という要望に応え渡英する。
似鳥 はみる（にとり はみる）
声 - 竹達彩奈
翠蓮の腹違いの妹で10歳の小学生。母親と2人で暮らしていたが病没した為、母の遺言に従い父親を頼り似鳥家に身を寄せる。その際誤って隣の姫武家を訪ねてしまい一夜だけ静姫と生活する。その為兄妹ではないと分かってからも静姫のことをお兄ちゃんと呼んで慕っている。
実の母親は元々病弱で子供を産むのが難しい体だったが、周囲の反対を押し切って一人ではみるを出産した。その為、父親もはみるの存在を知らず、はみるを引き取ったものの、不仲状態が続いたが翠蓮の仲立ちにより父親と和解した。
似鳥 翠蓮（にとり すいれん）
声 - 釘宮理恵
姫武家の隣に住むお嬢様で静姫の幼馴染。カレーを食べる時は必ず周囲が引いてしまうような下品な言葉を口走り、自身が購入している雑誌は18禁として扱われる雑誌がほとんどであるなど、長年静姫と一緒に居た影響で品性の欠片も感じさせない。
詳細は不明だが、作中で静姫と付き合っていたことが明かされている。現在は既に別れているものの、今でも静姫のことを想い続けている。
静姫の渡英の話を聞いてすぐにイギリス留学を決意し、2巻の最後で静姫と共に渡英した。
姫武 綾音（ひめたけ あやね）
声 - 阿澄佳奈
静姫の従姉で2学年上の高校3年生。一つ坂女子学園の生徒会長でもある。学校では凛々しい才女として人気も高いが静姫にはだだ甘である。両親が海外赴任したことで静姫と同居することになる。
従姉弟ではあるが、静姫の初恋の女性であり、綾音もまた静姫に特別な想いを抱いていた。
荘川 乙海（しょうかわ おとみ）
声 - 田村ゆかり
翠蓮の数少ない女友達の1人。超童顔で巨乳の美少女で仕草もかわいくリボンやゴスロリが大好きだが、筋肉ムキムキのマッチョな体格なために異性には全くモテない。自転車で電車と併走しても余裕で勝利できるほどの身体能力の持ち主で、一部では都市伝説と化している。
勅使河原 朋萌（てしがわら とも）
声 - 小倉唯
10歳ながら静姫のクラスに飛び級で入ってきた少女。父親が外交官を務めているからか、10歳とは思えないほどお嬢様然とした物腰を持ち、また頭も良いなど様々な面で完璧すぎる程の少女。
しかし、後に静姫に恋をしてからは、彼の家に不法侵入、隠しカメラ、盗聴器、ゴミ漁りといった度の過ぎたストーカー行為をし、それを咎められた際「愛情から生まれた行為なので仕方ない」と言い放ち周囲を唖然とさせてしまう。
鮎川 宮澤（あゆかわ みやざわ）
声 - 大久保瑠美
はみるの同級生で小学生とは思えない巨乳の持ち主。先祖代々医者の家系で地元の名士であり、似鳥家との仲は険悪である。はみるが転校して来て早々イジメを行なうも、電車内で痴漢されていた時にはみるに助けられ、それ以来親友となる。
静姫のファンであり、はみるの縁で直接知り合ってからは積極的に好意を示す。
桃山 彩織（ももやま さおり）
大人しく、素直な性格の少女。静姫のことを自分の父親だと思い込み、「お父さん」と呼んでいる。
姫武 静菜（ひめたけ しずな）
故人。静姫の双子の姉で10歳であった。静姫に対して非常に過保護で、「お姉ちゃんが守ってあげる」が口癖だった。
母親と静姫と3人で車で外出した際に巻き込まれた交通事故で静姫を庇う様に折り重なって亡くなった。
出張版では保健体育を教える愛の妖精として登場している。
巴 沙夜（ともえ さや）
静姫達のクラス担任。黒髪長髪で着流し姿の帯刀教師。あだ名は「巴御前」。帯刀している理由を尋ねた人は斬られるという噂があり、誰も尋ねることができない。
大原 佐奈（おおはら さな）
静姫達の小学生時代の担任ではみるの現担任。小学4年生だった当時の静姫にぞっこんで、クラスの女の子から「クラスの女の子で誰が好きか?」と聞かれた静姫が「第1位が翠蓮で第2位が佐奈ちゃん」と発言したことで本気で涙を流しながら喜び、その翌日には両親と静姫を面会させる。はみるの担任だと分かった際、静姫と翠蓮から「まだ捕まってなかったんだ」と言われた。
長宗我部 和恋（ちょうそかべ わこ）
声 - 日笠陽子
一つ坂女子学園から一つ坂学園に交換学生としてやってきた生徒。堅物で男嫌い、規律を重んじる風紀委員であるが、本質はドMである。
とある事情で静姫に弱みを握られてからは何かと絡むようになり、破天荒な静姫が思わず引いてしまうような変態性を見せる。
長宗我部 美穂（ちょうそかべ みほ）
和恋の妹で小学6年生の美少女。気に入った男子に食事を奢ろうとするなど、姉とは違い男女分け隔てなく気さくな性格。読者モデルをやっている。
ジュリエット・H・ゼッターロッシュ
声 - 東山奈央
ロンドンからの留学生でゼッターロッシュ公爵家の孫娘。10歳。母親の再婚によってできた義理の兄（静姫）にぞっこんのブラコン少女であり、ツンデレ気味に好意を示す。

## 書誌情報

### 小説既刊一覧
一迅社文庫刊（一迅社発行） 既刊8巻以下続刊。
巻によってはドラマCD付きの特装版と通常版がある。
| タイトル              | 第1刷発行日   | 第1刷発売日    | ISBN              |
| --------------------- | ------------- | -------------- | ----------------- |
| 10歳の保健体育        | 2010年7月1日  | 2010年6月19日  | 978-4-7580-4157-7 |
| 10歳の保健体育2       | 2010年11月1日 | 2010年10月20日 | 978-4-7580-4184-3 |
| 10歳の保健体育3       | 2011年6月1日  | 2011年5月20日  | 978-4-7580-4227-7 |
| 10歳の保健体育4       | 2012年2月1日  | 2012年1月20日  | 978-4-7580-4290-1 |
| 10歳の保健体育5特装版 | 2012年9月1日  | 2012年8月20日  | 978-4-7580-4359-5 |
| 10歳の保健体育5通常版 | 2012年9月1日  | 2012年8月20日  | 978-4-7580-4358-8 |
| 10歳の保健体育6特装版 | 2013年4月1日  | 2013年3月19日  | 978-4-7580-4413-4 |
| 10歳の保健体育6通常版 | 2013年4月1日  | 2013年3月19日  | 978-4-7580-4412-7 |
| 10歳の保健体育7通常版 | 2014年7月1日  | 2014年6月20日  | 978-4-7580-4550-6 |
| 10歳の保健体育7特装版 | 2014年7月1日  | 2014年6月20日  | 978-4-7580-4551-3 |
| 10歳の保健体育8通常版 | 2015年5月1日  | 2015年4月18日  | 978-4-7580-4681-7 |
| 10歳の保健体育8特装版 | 2015年5月1日  | 2015年4月18日  | 978-4-7580-4682-4 |

### ドラマCD
1. 『水着の保健体育』（小説5巻特装版付録）
2. 『0歳の保健体育』（小説6巻特装版付録）
3. 『10歳の身体測定』（小説7巻特装版付録）

- 脚本 - 竹井10日
- 音響監督 - 山田マヤ
- 音響効果・選曲 - 山田稔
- 録音スタジオ - スタジオT&T
- 音響制作 - ダックスプロダクション

### 短編一覧
| タイトル              | 掲載媒体名                              | 発表年月日    |
| --------------------- | --------------------------------------- | ------------- |
| 10歳の保健体育 出張版 | 30歳の保健体育 ノベル版（一迅社刊）掲載 | 2011年4月27日 |

## 10歳の保健体育-補習編-
渡真仁による漫画化作品。ウェブコミック配信サイト『まんが4コマぱれっとonline』（一迅社）にて2013年6月10日より配信されている。2015年9月10日の配信を最後に配信終了となった。全26話（第1話～第25話＋最終回）。コミックスが全2巻発売されている。
1. 2014年6月20日発売、ISBN 978-4-7580-8213-6
2. 2015年11月21日発売、ISBN 978-4-7580-8249-5